# Tom Brooke
Tom Brooke (Londres, 1 de enero de 1978) es un actor inglés conocido por sus papeles de Fiore en Preacher, Lothar Frey en Game of Thrones, Bill Wiggings en Sherlock y Michael Fagan en The Crown.

## Biografía
Tom Brooke nació en 1978. Su padre era el también actor Paul Brooke. Estudió en Alleyn's School, Dulwich, en el sur de Londres, y asistió la Universidad de Hull.
Se entrenó como actor en la London Academy of Music and Dramatic Art.
Recibió un TMA Award a mejor actor secundario en una obra de teatro por su interpretación en The Long & The Short & The Tall.
Está casado con la actriz irlandesa Fiona Glascott desde el 1 de enero de 2014. El matrimonio tuvo una hija en 2015, Ruby.

## Filmografía

### Teatro
- Dying for it en Almeida Theatre (2007).
- Jerusalem en el Teatro Apollo (2010) y en el Royal Court Theatre (2009).
- The Kitchen en Olivier Theatre (2011).
- The Ritual Slaughter of Gorge Mastromas en Jerwood Theatre Downstairs (2013).
- King Lear en Olivier Theatre (2014).
- A Very Expensive Poison en Old Vic Theatre (2019).
- Berberian Sound Studio en Donmar Warehouse (2019).
- Wild East en Royal Court Theatre.
- Wallenstein en Minerva, Chichester.
- Two Cigarettes, He Said  en Bush.
- After the End en Paines Plough y Bush.
- The Long & The Short & The Tall en Sheffield Theatres.
- Osama The Hero/ A Single Act en Hampstead Theatre.
- Some Voices en Young Vic.

* Fuentes:

### Películas
| Año  | Título                             | Papel                     | Notas  |
| ---- | ---------------------------------- | ------------------------- | ------ |
| 2004 | Bridget Jones: The Edge of Reason  | Asistente de producción   |        |
| 2004 | The Happiness Thief                | El ladrón de la felicidad | Cortos |
| 2005 | Mumbo Jumbo                        | Rube                      | Cortos |
| 2006 | Venus                              | Encargado del hotel       |        |
| 2008 | Love Does Grow on Trees            | San Porno                 | Corto  |
| 2009 | The Young Victoria                 | Hombre en caja de jabón   |        |
| 2009 | The Boat That Rocked               | Thick Kevin               |        |
| 2010 | Thorne: Scaredycat                 | Martin Palmer             |        |
| 2011 | The Veteran                        | Danny Turner              |        |
| 2011 | National Theatre Live: The Kitchen | Peter                     |        |
| 2011 | Of Mary                            | Jason                     | Cortos |
| 2012 | The Last Bite                      | Gunnarsson                | Cortos |
| 2014 | National Theatre Live: King Lear   | Edgar                     |        |
| 2015 | Iona                               | Matthew                   |        |
| 2017 | How to Talk to Girls at Parties    | Waldo                     |        |
| 2017 | La muerte de Stalin                | Sergei                    |        |
| 2020 | Say Your Prayers                   | Vic                       |        |
| 2022 | Empire of light                    | Neil                      |        |

* Fuente: Imdb

### Series
| Año       | Título                  | Papel                      | Notas                          |
| --------- | ----------------------- | -------------------------- | ------------------------------ |
| 2004      | D-Day 6.6.1944          | Teniente Mike Dowling      | Película para televisión       |
| 2004      | Murder Prevention       | Mark Rosen                 | 6 episodios                    |
| 2005      | Coming Up               | Jack                       | Episodio "Rockabye"            |
| 2007      | Thieves Like Us         | Bex                        | 5 episodios                    |
| 2008      | Small Dark Places       | Tim Welling                | Corto para televisión          |
| 2009      | La movida               | Joel                       | Episodio "Diamond Seeker"      |
| 2009      | Pulling                 | Greg                       | Episodio "3.0"                 |
| 2010      | Foyle's War             | Tom Bradley                | Episodio "The Russian House"   |
| 2010      | Playhouse: Live         |                            | Episodio "Here"                |
| 2010-2011 | Rock & Chips            | Stanton                    | 2 episodios                    |
| 2012      | The Hollow Crown        | Nym                        | Episodio "Henry V"             |
| 2012      | Room at the Top         | Charles                    | Miniserie 2 episodios          |
| 2012      | Mrs Biggs               | Mike Haynes                | 3 episodios                    |
| 2012      | Cop Out                 | Rufus Fox                  | Miniserie                      |
| 2012      | Restless                | Angus Woolf                | Película para televisión       |
| 2013      | Lewis                   | Brian Miller               | 2 episodios                    |
| 2013      | Playhouse Presents      | Gary                       | Episodio "Mr Understood"       |
| 2013      | Game of Thrones         | Lothar Frey                | 2 episodios                    |
| 2013      | Agatha Christie: Poirot | Tysoe                      | Episodio "The Big Four"        |
| 2013      | Ripper Street           | John Goode                 | Episodio "Am I Not Monstrous?" |
| 2014-2017 | Sherlock                | Wiggins                    | 2 episodios                    |
| 2015      | Cradle to Grave         | Keith                      | Miniserie 3 episodios          |
| 2015      | The Dresser             | Oxenby                     | Película para televisión       |
| 2016-2019 | Preacher                | Fiore                      | 13 episodios                   |
| 2017      | Electric Dreams         | Hombre alto de la chaqueta | Episodio "The Commuter"        |
| 2018      | Bodyguard               | Andy                       | 3 episodios                    |
| 2018      | Dark Heart              | Rick Johnson               | 2 episodios                    |
| 2020      | The Crown               | Michael Fagan              | 1 episodio                     |

* Fuente: Imdb